# Brice Etès
Brice Etès (Monaco, 11 aprile 1984) è un ex mezzofondista monegasco con origini francesi, specializzato negli 800 metri piani.
Vincitore di numerose medaglie ai Giochi dei piccoli stati d'Europa, Etès ha preso parte ad un'edizione dei Giochi olimpici, a Rio de Janeiro 2016. In quest'occasione è stato portabandiera della delegazione nel corso della cerimonia d'apertura.

## Palmarès
| Anno | Manifestazione                    | Sede             | Evento       | Risultato  | Prestazione | Note                                     |
| ---- | --------------------------------- | ---------------- | ------------ | ---------- | ----------- | ---------------------------------------- |
| 2001 | Giochi dei piccoli stati d'Europa | Serravalle       | 800 m piani  | Bronzo     | 1'53"66     |                                          |
| 2003 | Giochi dei piccoli stati d'Europa | Marsa            | 800 m piani  | 4º         | 1'53"13     |                                          |
| 2003 | Giochi dei piccoli stati d'Europa | Marsa            | 4×400 m      | 4º         | 3'20"19     |                                          |
| 2005 | Giochi dei piccoli stati d'Europa | Andorra la Vella | 800 m piani  | Oro        | 1'54"71     |                                          |
| 2005 | Giochi dei piccoli stati d'Europa | Andorra la Vella | 4×400 m      | 4º         | 3'21"66     |                                          |
| 2007 | Giochi dei piccoli stati d'Europa | Fontvieille      | 800 m piani  | Oro        | 1'51"29     |                                          |
| 2007 | Giochi dei piccoli stati d'Europa | Fontvieille      | 1500 m piani | Oro        | 3'53"95     |                                          |
| 2007 | Giochi dei piccoli stati d'Europa | Fontvieille      | 4×400 m      | 4º         | 3'18"82     |                                          |
| 2009 | Giochi dei piccoli stati d'Europa | Nicosia          | 800 m piani  | 4º         | 1'53"93     |                                          |
| 2009 | Giochi dei piccoli stati d'Europa | Nicosia          | 4×100 m      | 5º         | 44"00       |                                          |
| 2009 | Giochi dei piccoli stati d'Europa | Nicosia          | 4×400 m      | 4º         | 3'18"82     |                                          |
| 2010 | Mondiali indoor                   | Doha             | 800 m piani  | Batteria   | 1'53"52     |                                          |
| 2010 | Europei                           | Barcellona       | 800 m piani  | Semifinale | 1'49"52     |                                          |
| 2011 | Europei indoor                    | Parigi           | 800 m piani  | Batteria   | 1'51"75     |                                          |
| 2011 | Giochi dei piccoli stati d'Europa | Schaan           | 400 m piani  | Argento    | 48"63       | Record nazionale                         |
| 2011 | Giochi dei piccoli stati d'Europa | Schaan           | 800 m piani  | Oro        | 1'52"31     |                                          |
| 2011 | Giochi dei piccoli stati d'Europa | Schaan           | 4×400 m      | Bronzo     | 3'20"10     | Record nazionale                         |
| 2011 | Mondiali                          | Taegu            | 800 m piani  | Batteria   | 1'48"22     | Miglior prestazione personale stagionale |
| 2012 | Mondiali indoor                   | Istanbul         | 800 m piani  | Batteria   | 1'52"93     |                                          |
| 2012 | Europei                           | Helsinki         | 800 m piani  | Batteria   | dnf         |                                          |
| 2012 | Giochi olimpici                   | Londra           | 800 m piani  | Batteria   | dq          |                                          |
| 2013 | Europei indoor                    | Göteborg         | 800 m piani  | Batteria   | dq          |                                          |
| 2013 | Giochi dei piccoli stati d'Europa | Lussemburgo      | 400 m piani  | Batteria   | 49"50       |                                          |
| 2013 | Giochi dei piccoli stati d'Europa | Lussemburgo      | 800 m piani  | Argento    | 1'54"05     |                                          |
| 2013 | Giochi dei piccoli stati d'Europa | Lussemburgo      | 4×400 m      | 4º         | 3'21"15     |                                          |
| 2013 | Giochi del Mediterraneo           | Mersin           | 800 m piani  | Batteria   | 1'50"55     |                                          |
| 2013 | Mondiali                          | Mosca            | 800 m piani  | Batteria   | 1'53"60     |                                          |
| 2014 | Mondiali indoor                   | Sopot            | 800 m piani  | Batteria   | 1'51"24     | Record nazionale                         |
| 2015 | Europei indoor                    | Praga            | 800 m piani  | Batteria   | 1'51"57     |                                          |
| 2015 | Giochi dei piccoli stati d'Europa | Reykjavík        | 800 m piani  | Argento    | 1'57"67     |                                          |
| 2015 | Giochi dei piccoli stati d'Europa | Reykjavík        | 1500 m piani | 4º         | 3'57"41     |                                          |
| 2015 | Mondiali                          | Pechino          | 800 m piani  | Batteria   | 1'48"52     |                                          |
| 2016 | Mondiali indoor                   | Portland         | 800 m piani  | Batteria   | 1'52"23     | Miglior prestazione personale stagionale |
| 2016 | Europei                           | Amsterdam        | 800 m piani  | Batteria   | 1'50"53     |                                          |
| 2016 | Giochi olimpici                   | Rio de Janeiro   | 800 m piani  | Batteria   | 1'50"40     |                                          |
| 2017 | Europei indoor                    | Belgrado         | 800 m piani  | Batteria   | 1'51"35     |                                          |
| 2017 | Giochi dei piccoli stati d'Europa | Serravalle       | 4×400 m      | Bronzo     | 3'15"46     |                                          |